# 真昼の用心棒
『真昼の用心棒』（まひるのようじんぼう、イタリア語: Le colt cantarono la morte e fu... tempo di massacro、英語: Massacre Time）は、1966年のマカロニ・ウェスタン。ルチオ・フルチが手がけた数少ない西部劇映画の一つとして知られている。

## あらすじ
母親の死後、故郷の村を出て用心棒として放浪していたトムは、友人キャラダインから「大至急村に戻るように」という手紙を受け取り、数年振りに村に戻ることになった。しかし、村に戻ってみると、実家の牧場は大牧場主スコットに奪われており、村中がスコット一味に支配されていた。トムは残虐行為を働くスコット一味を尻目に、葬儀屋から兄ジェフの居場所を聞き出し兄と再会するが、彼は自棄になり酒に溺れていた。トムは事情を聞き出そうとするが、ジェフと乳母のメルセデスは何も語らず「すぐに村を出るように」と忠告する。トムは村の酒場に向かうが、そこにジェフが現れ、スコットの手下と喧嘩を始める。ジェフが袋叩きにされる姿を見たトムは、スコットの手下たちに反撃するが、彼らはトムを見ると酒場を立ち去ってしまう。酒場を出たトムはキャラダインの家に向かい自分を呼び寄せた理由を聞き出そうとするが、直後にキャラダインはスコットの手下に殺され、妻子も犠牲になってしまう。
トムは直接スコットから話を聞こうと彼の牧場に乗り込むが、彼の息子スコット・ジュニアに阻まれ、鞭でいためつけられてしまう。見かねたスコットが息子の蛮行を止めさせ、トムは満身創痍の状態でジェフの家に戻る。しかし、そこにスコット・ジュニアの手下が現れ、メルセデスが殺される。彼女を殺されたジェフは復讐を誓い、トムと共にスコットの牧場に向かう。牧場に向かう途中でスコットに出くわし、ジェフはトムに対し、「お前の本当の父親はスコットだ」と告げる。スコットは粗暴で残虐なジュニアを嫌い、トムに財産を譲り一緒に暮らそうと語りかけるが、ジュニアの手下によって射殺される。トムはジェフと協力して牧場に立て籠もるジュニア一味を皆殺しにし、ジュニアを追い詰める。ジェフに銃を預けたトムは、素手でジュニアに闘いを挑むが、隙を突かれて屋敷の屋上から突き落とされそうになる。ジュニアはトムを突き落とそうとするが、トムに足を掴まれてバランスを崩し、彼だけが屋上から転落死する。復讐を終えたトムは、酒瓶を手にしたジェフの元に歩み寄っていく。

## キャスト
| 役名               | 俳優                       | 日本語吹き替え                 | 日本語吹き替え                     | 日本語吹き替え                                                                        |
| 役名               | 俳優                       | NETテレビ版                    | TBS版                              | テレビ東京版                                                                          |
| ------------------ | -------------------------- | ------------------------------ | ---------------------------------- | ------------------------------------------------------------------------------------- |
| トム・コーベット   | フランコ・ネロ             | 小林清志                       | 納谷悟朗                           | 小林清志                                                                              |
| ジェフ・コーベット | ジョージ・ヒルトン         | 羽佐間道夫                     | 前田昌明                           | 田中康郎                                                                              |
| スコット           | ジョン・マクダグラス       | 真木恭介                       | 池田忠夫                           | 大木民夫                                                                              |
| スコット・ジュニア | ニーノ・カステルヌオーヴォ | 内海賢二                       | 津嘉山正種                         | 野島昭生                                                                              |
| メルセデス         | リナ・フランチェッティ     |                                |                                    | 此島愛子                                                                              |
| 葬儀屋             | チャン・ユー               |                                |                                    | 清川元夢                                                                              |
| キャラダイン       | ジョン・バーサ             |                                |                                    |                                                                                       |
| 不明 その他        |                            |                                |                                    | 屋良有作 井口成人 糸博 島木綿子 石森達幸 巴菁子 広瀬正志 城山知馨夫 石井敏郎 目黒光祐 |
|                    |                            |                                |                                    |                                                                                       |
| 演出               | 演出                       |                                |                                    | 春日正伸                                                                              |
| 翻訳               | 翻訳                       |                                |                                    | 木原文子                                                                              |
| 効果               | 効果                       |                                |                                    | 南部万治                                                                              |
| 調整               | 調整                       |                                |                                    | 兼子芳博                                                                              |
| 制作               | 制作                       |                                |                                    | ザック・プロモーション                                                                |
| 解説               | 解説                       |                                |                                    | 河野基比古                                                                            |
| 初回放送           | 初回放送                   | 1971年2月16日 『土曜映画劇場』 | 1973年10月5日 『月曜ロードショー』 | 1984年6月14日 『木曜洋画劇場』                                                        |